# LG Optimus G Pro
De LG Optimus G Pro is een phablet van de Zuid-Koreaanse fabrikant LG. De G Pro werd geïntroduceerd tijdens het MWC 2013 in Barcelona en is de verbeterde versie van de LG Optimus G. De phablet werd in maart 2013 in Zuid-Korea gelanceerd en in de lente naar Noord-Amerika gebracht. Vanaf 31 juli 2013 was de G Pro ook in de Benelux beschikbaar

## Buitenkant
De Optimus G Pro wordt bediend door middel van een capacitief touchscreen. Dit lcd-scherm met True HD-IPS-technologie heeft een resolutie van 1280 bij 1920 pixels en heeft een schermdiagonaal van 5,5 inch, waarmee het de directe concurrentie aangaat met de Samsung Galaxy Note II. Er bevindt zich één fysieke knop en twee capacitieve knoppen onder het scherm. Met 9,4 millimeter is de telefoon, in vergelijking tot andere phablets, erg dun. Aan de achterkant zit een camera van 13 megapixel. Ook beschikt de telefoon over een ledflitser en aan de voorkant een camera voor videobellen.

## Binnenkant
De smartphone is uitgebracht met het besturingssysteem Google Android 4.1.2, ook wel "Jelly Bean" genoemd. Boven op het besturingssysteem heeft LG een eigen grafische schil heen gelegd, LG Optimus UI. De telefoon beschikt over een 1,7 GHz quadcore-processor van Qualcomm. Het heeft een werkgeheugen van 2 GB en een opslaggeheugen van 32 GB, wat tot 64 GB uitgebreid kan worden via een MicroSD-kaart. De telefoon heeft een 3140 mAh-li-po-batterij.
Op 11 april 2013 maakte LG bekend dat het de Optimus G Pro zou gaan voorzien van een value pack update.